# Aucula fona
Aucula fona là một loài bướm đêm trong họ Noctuidae.